# Arne Friedrich
Arne Friedrich (* 29. května 1979, Bad Oeynhausen, Spolková republika Německo) je bývalý německý reprezentační fotbalista, od června 2020 sportovní ředitel klubu Hertha BSC.
Friedrich začal svou kariéru v druhé lize v Bielefeldu. Od sezóny 2002/2003 hrál v Berlíně za místní Herthu, kde se roku 2004 stal kapitánem mužstva. V zápase 21. prosince 2004 v Bangkoku v Thajsku byl poprvé kapitánem německé reprezentace. V německém výběru hrál i během Eura 2004 a 2008 a také během mistrovství světa 2006.
V sezóně 2009/2010 se Herthě Berlín nedařilo a tým sestoupil do druhé německé ligy. Arne Friedrich přestoupil do klubu VfL Wolfsburg.